# Neu Beginnen
Le groupe Neu Beginnen (en français "Nouveau départ") est un des deux groupes d'opposition qui se sont constitués au sein du Parti social-démocrate d'Allemagne (SPD) après la prise du pouvoir par les nazis avec le but de renouveler le mouvement ouvrier. L'autre groupe réunissait les Socialistes révolutionnaires d'Allemagne autour de Karl Böchel (de) et Siegfried Aufhäuser.
Neu Beginnen (Organisation léniniste (LO), Groupe Miles) est issu d'un groupe d'anciens communistes et d'une partie de l'aile gauche des groupes de jeunes travailleurs socialistes (Sozialistische Arbeiter-Jugend), qui en 1931 sous la conduite de Walter Loewenheim (de) (dont le pseudonyme était Miles) s'était fixé comme objectif la réunification du SPD et du Parti communiste d'Allemagne. Deux années plus tard cet objectif a été abandonné. 
Cette organisation avait été tenue secrète dès sa création, ce qui a favorisé le passage dans la clandestinité.
En septembre 1933 la représentation du SPD en exil à Prague (Sopade) dirigée par Karl Borromäus Frank (de) (1893-1969), a publié la plateforme rédigée par Miles Neu Beginnen qui a donné son nom au groupe. Cette représentation se procurait de l'argent pour financer les militants vivant dans le Reich et informer l'étranger sur les exactions du régime nazi.
Neu Beginnen se fixait pour objectif de former des cadres capables d'encadrer les militants et de les préparer à la clandestinité, à la transmission illégale d'informations et au maintien du contact avec l'étranger. Ces mesures étaient destinées à préparer une prise de pouvoir lors de la chute d'Adolf Hitler. Mais dès 1935, la Gestapo a commencé à arrêter des membres de ces réseaux.
Le rapprochement avec le Volksfront, alliance éphémère de communistes et de sociaux-démocrates créée en novembre 1935, a permis une coopération entre ces mouvements de résistance, qui ont publié en 1938 un programme commun, intitulé "Deutsche Freiheit", qui insistait sur la nécessité d'une forme de résistance non seulement morale, mais également politique et active.
Les dirigeants ont été arrêtés à l'automne 1938, et le mouvement s'est progressivement désagrégé. Les dernières cellules ont été démantelées en 1944.

## Source
- Miles (Walter Löwenheim), Nouveau Départ ! Fascisme ou socialisme, traduction de l'allemand et préface de Bracke (A.M. Desrousseaux), Société d'éditions Nouveau Prométhée, Paris, 1934, 182 pages.